# 马山街道 (绍兴市)
马山街道，原为马山镇，中国浙江省绍兴市越城区下辖的一个街道办事处。2019年10月15日，撤镇设街道。

## 行政区划
马山街道现辖：
王家埭居委会、杨树娄居委会、宣港居委会、姚家埭居委会、渔港居委会、高车头居委会、北里娄居委会、高木居委会、马山居委会、马山村、徐潭村、海塘村、直乐施村、陆家埭村、赏余村、宁六村、东星村、宁桑村、陶家埭村、宋家娄村、嵩湾村、小潭村、兴塘村、丁墟村、西安村、东安村、东豆姜村、西豆姜村、西曹汇村、东曹汇村、恂北村、恂南村、永乐村、永兴村、张念宅村、储墅村、储二村、亭渎村、红江村、西墅村、尚巷村、檀渎村、车一村、车二村、上许村。